# 형함
형함(衡咸, ? ~ ?)은 전한 말기 ~ 신나라의 유학자로, 자는 장빈(長賓)이며 제군 사람이다.

## 행적
오록충종의 밑에서 수학하였고, 신나라 때 강학대부(講學大夫)가 되었다.

## 출전
- 반고, 《한서》 권88 유림전